# Chironomus bethsaidae
Chironomus bethsaidae är en tvåvingeart som först beskrevs av Jean-Jacques Kieffer 1915.  Chironomus bethsaidae ingår i släktet Chironomus och familjen fjädermyggor.
Artens utbredningsområde är Israel. Inga underarter finns listade i Catalogue of Life.